# Lijst van gouverneurs in Nederlands-Indië
GDit is een lijst van gouverneurs in Nederlands-Indië. Naast residenten waren er in Nederlands-Indië ook gouverneurs. Sommige gouverneurs hadden residenten onder zich staan, zoals in West-, Midden- en Oost-Java, maar bij andere gebieden diende zij als resident en hadden alleen assistent-residenten onder zich, zoals in Atjeh. Dit duurde tot 1942.

## Java
| gouverneur van West-Java | van              | tot               |
| ------------------------ | ---------------- | ----------------- |
| W.P. Hillen              | 1 september 1925 | 14 juni 1929      |
| J.B. Hartelust           | 14 juni 1929     | 15 december 1931  |
| C.A. Schnitzler          | 15 december 1931 | 30 april 1935     |
| L.G.C.A. van der Hoek    | 30 april 1935    | 4 april 1941      |
| B.J.G. Hogewind          | 4 april 1941     | Japanse bezetting |

| gouverneur van Midden-Java | van              | tot               |
| -------------------------- | ---------------- | ----------------- |
| P.J. van Gulik             | 1 juli 1928      | 4 juli 1930       |
| A.H. Neys                  | 4 juli 1930      | 18 november 1933  |
| J.C. de Vos                | 18 november 1933 | 29 augustus 1937  |
| R.K.A. Bertsch             | 29 augustus 1937 | 13 december 1939  |
| M.F. Winkler               | 13 december 1939 | Japanse bezetting |

| gouverneur van Oost-Java | van           | tot               |
| ------------------------ | ------------- | ----------------- |
| W. Ch. Hardeman          | 1 juli 1928   | 14 april 1931     |
| G.H. de Man              | 14 april 1931 | 21 juni 1933      |
| J.H.B. Kuneman           | 21 juni 1933  | 22 juli 1936      |
| Ch. O. van der Plas      | 22 juli 1936  | 9 juli 1941       |
| H.C. Hartevelt           | 9 juli 1941   | Japanse bezetting |

| gouverneur van Djokjakarta    | van              | tot               |
| ----------------------------- | ---------------- | ----------------- |
| J.E. Jasper                   | 1 juli 1928      | 2 oktober 1929    |
| P.R.W. van Gesseler Verschuir | 2 oktober 1929   | 31 oktober 1932   |
| H.H. de Kock                  | 31 oktober 1932  | 31 oktober 1934   |
| J. Bijleveld                  | 31 oktober 1934  | 18 februari 1939  |
| L. Adam                       | 18 februari 1939 | Japanse bezetting |

| gouverneur van Soerakarta | van              | tot               |
| ------------------------- | ---------------- | ----------------- |
| M.B. van der Jagt         | 1 juli 1928      | 2 oktober 1929    |
| J.J. van Helsdingen       | 2 oktober 1929   | 31 december 1932  |
| H.H. de Kock              | 31 december 1932 | 26 mei 1933       |
| M.J.J. Treur              | 26 mei 1933      | 26 februari 1937  |
| K.J.A. Orie               | 26 februari 1937 | Japanse bezetting |

## Sumatra
| gouverneur van Atjeh en onderhorigen | van               | tot               |
| ------------------------------------ | ----------------- | ----------------- |
| Karel van der Heijden                | 13 januari 1878   | 14 maart 1881     |
| Abraham Pruijs van der Hoeven        | 14 maart 1881     | 18 december 1882  |
| P.F. Laging Tobias                   | 18 december 1882  | 19 augustus 1884  |
| Henry Demmeni                        | 19 augustus 1884  | 19 december 1886  |
| H.K.F. van Teijn                     | 19 december 1886  | 5 mei 1891        |
| F. Pompe van Meerdervoort            | 5 mei 1891        | 12 januari 1892   |
| C. Deijkerhoff                       | 12 januari 1892   | 19 oktober 1896   |
| C.P.J. van Vliet                     | 19 oktober 1896   | 25 maart 1898     |
| Joannes Benedictus van Heutsz        | 25 maart 1898     | 5 november 1904   |
| J.C. van der Wijck                   | 5 november 1904   | 16 mei 1905       |
| Gotfried Coenraad Ernst van Daalen   | 16 mei 1905       | 20 mei 1908       |
| Henri Nicolas Alfred Swart           | 20 mei 1908       | 27 september 1918 |
| A.G.H. Sluijs                        | 27 september 1918 | 18 mei 1923       |
| A.M. Hens                            | 18 mei 1923       | 18 december 1925  |
| O.M. Goedhart                        | 18 december 1925  | 6 juni 1929       |
| A.H. Philips                         | 6 juni 1929       | 9 juni 1932       |
| A.Ph. van Aken                       | 9 juni 1932       | 5 maart 1936      |
| J. Jongejans                         | 5 maart 1936      | 30 september 1938 |
| J. Pauw                              | 30 september 1938 | Japanse bezetting |

| vóór 1915 een residentie               | vóór 1915 een residentie | vóór 1915 een residentie |
| gouverneur van de Oostkust van Sumatra | van                      | tot                      |
| -------------------------------------- | ------------------------ | ------------------------ |
| S. van der Plas                        | 12 augustus 1915         | 16 augustus 1917         |
| H.J. Grijzen                           | 16 augustus 1917         | 2 februari 1921          |
| L.C. Westenenk                         | 2 februari 1921          | 2 augustus 1924          |
| C.J. van Kempen                        | 2 augustus 1924          | 10 september 1928        |
| L.H.W. van Sandick                     | 10 september 1928        | 2 augustus 1930          |
| H.E.K. Ezerman                         | 2 augustus 1930          | 24 juni 1933             |
| jhr. B.C.C.M.M. van Suchtelen          | 24 juni 1933             | 30 januari 1936          |
| J. Bouwes Bavick                       | 30 januari 1936          | 1938                     |
| 1938 omgevormd tot residentie          |                          |                          |

| vóór 1834 een residentie          | vóór 1834 een residentie | vóór 1834 een residentie |
| gouverneur van Sumatra's Westkust | van                      | tot                      |
| --------------------------------- | ------------------------ | ------------------------ |
| E.M. Francis                      | 1834                     | 1837                     |
| A.V. Michiels                     | 1837                     | 1849                     |
| J. van Swieten                    | 1849                     | 1858                     |
| A. Meis                           | 1858                     | 1860                     |
| L. Rijsendaal                     | 1860                     | 1861                     |
| C.A. de Brauw                     | 1861                     | 6 november 1862          |
| J.F.R.S. van den Bossche          | 6 november 1862          | 28 juli 1868             |
| N.A.Th. Arriëns                   | 28 juli 1868             | 24 februari 1870         |
| Eliza Netscher                    | 24 februari 1870         | 3 april 1878             |
| H.D. Canne                        | 3 april 1878             | 12 juni 1885             |
| R.C. Kroesen                      | 12 juni 1885             | 13 juli 1889             |
| O.M. de Munnick                   | 13 juli 1889             | 5 juni 1894              |
| W.J.M. Michielsen                 | 5 juni 1894              | 26 december 1898         |
| A.M. Joekes                       | 26 december 1898         | 22 april 1902            |
| E.A.T. Weber                      | 22 april 1902            | 12 februari 1905         |
| F.A. Heckler                      | 12 februari 1905         | 16 februari 1910         |
| J. Ballot                         | 16 februari 1910         | 1915                     |
| 1915-1919 een residentie          |                          |                          |
| W.A.C. Whitlau                    | 15 september 1919        | 1926                     |
| 1926 omgevormd tot residentie     |                          |                          |

## Celebes
| gouverneur van Celebes en onderhorigen | van               | tot               |
| -------------------------------------- | ----------------- | ----------------- |
| W.N. Servatius                         | 1817              | 1820              |
| J.D. van Schelle                       | 1820              | 1821              |
| J.S. Timmerman Thijssen                | 1821              | 1822              |
| J.D. van Schelle                       | 1822              | 1825              |
| B. Bischoff                            | 1825              | 1827              |
| P. le Clercq                           | 1827              | 1828              |
| J.F.T. Maijor                          | 1828              | 1834              |
| R. de Filiettaz Bousquet               | 1834              | 1841              |
| P.J.B. de Perez                        | 1841              | 1849              |
| P. Vreede Bik                          | 1849              | 1853              |
| A. van der Hart                        | 1853              | 1855              |
| C.A. de Brauw                          | 1855              | 1857              |
| D.F. Schaap                            | 1857              | 1859              |
| A.J.F. Jansen                          | 1859              | 1861              |
| W.E. Kroesen                           | 1861              | 28 november 1864  |
| H.M. Andree Wiltens                    | 28 november 1864  | 6 juli 1865       |
| J.A. Bakkers                           | 6 juli 1865       | 26 september 1876 |
| C.C. Tromp                             | 26 september 1876 | 6 januari 1885    |
| D.F. van Braam Morris                  | 6 januari 1885    | 17 september 1898 |
| G.W.W.C. baron van Hoëvell             | 17 september 1898 | 4 april 1903      |
| C.A. Kroesen                           | 4 april 1903      | 3 september 1906  |
| H.N.A. Swart                           | 3 september 1906  | 4 mei 1908        |
| A.J. baron Quarles de Quarles          | 4 mei 1908        | 5 augustus 1910   |
| W.J. Coenen                            | 5 augustus 1910   | 28 augustus 1913  |
| Th.A.L. Heijting                       | 28 augustus 1913  | 2 januari 1916    |
| W. Frijling                            | 2 januari 1916    | 4 april 1921      |
| F.C. Vorstman                          | 4 april 1921      | 1 juni 1924       |
| A.J.L. Couvreur                        | 1 juni 1924       | 2 juli 1927       |
| P.C.A. van Lith                        | 2 juli 1927       | 27 december 1927  |
| A.J.L. Couvreur                        | 27 december 1927  | 20 augustus 1929  |
| L.J.J. Caron                           | 20 augustus 1929  | 13 november 1933  |
| J.L.M. Swaab                           | 13 november 1933  | 1937              |
| 1937 omgevormd tot residentie          |                   |                   |

## Molukken
| gouverneur van de Molukken                                                 | van              | tot              |
| -------------------------------------------------------------------------- | ---------------- | ---------------- |
| H.M. baron de Kock, later was hij gouverneur-generaal van Nederlands-Indië | 1817             | 1818             |
| H. Tielenius Kruithoff                                                     | 1818             | 1822             |
| Pieter Merkus, later was hij gouverneur-generaal van Nederlands-Indië      | 1822             | 1828             |
| B.A.H. Besier                                                              | 1828             | 1829             |
| A.A. Ellinghuijsen                                                         | 1829             | 1837             |
| F.V.A. ridder de Stuers, schoonzoon van H.M. baron de Kock                 | 1837             | 1841             |
| G. de Serière                                                              | 1841             | 1845             |
| P. Jeekel                                                                  | 1845             | 1846             |
| J.B. Cleerens                                                              | 1846             | 1850             |
| C.M. Visser                                                                | 1850             | 1855             |
| jhr. C.F. Goldman                                                          | 1855             | 1862             |
| H.M. Andree Wiltens                                                        | 1862             | 13 december 1864 |
| N.A.F. Ariens                                                              | 13 december 1864 | 1866             |
| 1866-1927 geen gouverneur                                                  |                  |                  |
| L.H.W. van Sandick                                                         | 18 maart 1927    | 6 oktober 1928   |
| Jan Tideman                                                                | 6 oktober 1928   | 2 mei 1930       |
| J.G. Larive                                                                | 2 mei 1930       | 3 juli 1931      |
| R.J. Koppenol                                                              | 3 juli 1931      | 1834             |
| 1934 omgevormd tot residentie                                              |                  |                  |